# White Mesa
White Mesa és una concentració de població designada pel cens dels Estats Units a l'estat de Utah. Segons el cens del 2000 tenia 277 habitants.

## Demografia
Segons el cens del 2000, White Mesa tenia 277 habitants, 79 habitatges, i 65 famílies. La densitat de població era de 6,9 habitants per km².
Dels 79 habitatges en un 49,4% hi vivien nens de menys de 18 anys, en un 34,2% hi vivien parelles casades, en un 34,2% dones solteres, i en un 17,7% no eren unitats familiars. En el 16,5% dels habitatges hi vivien persones soles el 3,8% de les quals corresponia a persones de 65 anys o més que vivien soles. El nombre mitjà de persones vivint en cada habitatge era de 3,51 i el nombre mitjà de persones que vivien en cada família era de 3,94.
Per edats la població es repartia de la següent manera: un 43,3% tenia menys de 18 anys, un 9% entre 18 i 24, un 32,9% entre 25 i 44, un 10,5% de 45 a 60 i un 4,3% 65 anys o més.
L'edat mediana era de 24 anys. Per cada 100 dones de 18 o més anys hi havia 82,6 homes.
La renda mediana per habitatge era de 13.750 $ i la renda mediana per família de 14.583 $. Els homes tenien una renda mediana de 31.250 $ mentre que les dones 15.781 $. La renda per capita de la població era de 8.053 $. Entorn del 48,6% de les famílies i el 52,8% de la població estaven per davall del llindar de pobresa.

## Poblacions més properes
El següent diagrama mostra les poblacions més properes.